# 上卫增二
仙王座11，又名BD+70 1193，HD 206952、SAO 10126、HR 8317，是仙王座的一颗恒星，视星等为4.56，位于銀經108.88，銀緯13.82，其B1900.0坐标为赤經21h 40m 27.4s，赤緯+70° 13.82′ 3″。